# Pont de Grenelle
Pont de Grenelle (česky Grenellský most) je silniční most přes řeku Seinu v Paříži. Prochází přes jižní okraj ostrova Cygnes a spojuje 16. obvod na pravém břehu a 15. obvod na levém. Most byl pojmenován podle bývalé obci Grenelle, která byla připojena k Paříži v roce 1860 a stala se součástí 15. obvodu.

## Historie
První most Grenelle byl postaven v roce 1827 ze dřeva na zděných pilířích. Měl šest oblouků. Tento most se však zhroutil v roce 1873 a tak bylo o rok později rozhodnuto o postavení nového železného mostu na původních pilířích. V roce 1961 bylo rozhodnuto most rekonstruovat. Starý most byl stržen a nahrazen současnou stavbou v letech 1966–1968.

## Architektura
Ocelový most je tvořen dvěma hlavními oblouky o rozpětí 85 metrů, které se klenou přes ramena řeky, 20 m dlouhým obloukem na ostrově Cygnes a 15metrovým obloukem na každé straně nábřeží. Celková délka mostu činí 220 metrů a šířka 30 metry (22 metry vozovka a 4 metry pro každý chodník).